# Любомирский, Константин Ксаверьевич
Князь Константин Ксаверьевич Любомирский (7 ноября 1786 — апрель 1870) — генерал-майор на русской службе, участник Фридландского сражения.

## Биография
Старший сын генерал-поручика Франца-Ксаверия Любомирского из польского княжеского рода Любомирских от брака с Теофилией, дочерью Станислава Фердинанда Ржевуского.
На военную службу поступил в 1806 году корнетом в Гродненский гусарский полк и в том же году перевелся в лейб-гвардии Гусарский полк, с назначением адъютантом к генерал-лейтенанту Уварову, и в качестве такового принял участие в 1807 году в походе против французов в Пруссию. Был в сражениях под Гуттштадтом, Акендорфом, Гейльсбергом и Фридландом, за что был 2 декабря 1807 года пожалован золотой саблей с надписью «За храбрость» и затем прусским орденом «Pour le mérite».
20 мая 1808 года был награждён орденом св. Георгия 4-й степени (№ 903 по кавалерскому списку Судравского и № 1995 по списку Григоровича — Степанова)
В воздаяние отличнаго мужества и храбрости, оказанных в сражении против французских войск 2 июня при Фридланде, где, быв посылаем с приказаниями под сильнейшим картечным огнём, исполнял оные, невзирая на все окружающие опасности с примерным мужеством и деятельностию.
 В 1808 году он был произведён в поручики и в том же году находился в Финляндском походе против шведов и отличился при занятии Тавастгуса.В 1810 году, участвуя в походе в Молдавию, Любомирский отличился под Шумлой, при построении редута там же, при штурме Рущука и в сражении под Батином. Наградой за это участие ему был чин штабс-ротмистра и ордена св. Владимира 4-й степени и св. Анны 2-й степени.
Назначенный 29 апреля 1812 года флигель-адъютантом к императору Александру I, Любомирский в следующем году снова участвовал в Заграничной кампании, находясь в сражениях под Лютценом, Бауценом, Лейпцигом, Бар-сюр-Об, Арсис-сюр-Об и при Фершампенуазе, и был произведён в полковники и награждён орденом св. Владимира 3-й степени.
В 1816 году он был переведён в лейб-гвардии Преображенский полк, 17 августа 1821 года произведён в генерал-майоры, с назначением состоять по армии, и награждён орденом св. Анны 1-й степени за Высочайший смотр его бригады, а в 1823 году назначен командиром 1-й бригады 3-й пехотной дивизии. В 1829 году Любомирский прошел должности командира 1-й бригады 6-й пехотной дивизии и затем временно исправлял должность начальника 6-й, 4-й и 2-й пехотных дивизий, а в 1830 году, кроме того, был назначен командиром Динабургской крепости.
В том же году не желая сражаться с польскими войсками, Любомирский просил Николая I отправить его на Кавказ, но получив отказ, подал прошение об отставке. Разгневанный император дал ему увольнение за болезнью, с приказом никогда не появляться в Петербурге. Проживая в своих имениях, состоял предводителем дворянства Волынской губернии (1841). Скончался в апреле 1870 года.

## Награды
- Золотое оружие «За храбрость» (1807)
- Орден «Pour le Mérite» (Пруссия) (1807)
- Орден Святого Георгия 4-й ст. (1808)
- Орден Святого Владимира 4-й ст. с бантом (1810)
- Орден Святой Анны 2-й ст. (1810)
- Орден Святого Владимира 3-й ст. (1814)
- Орден Святой Анны 1-й ст. (1821)

## Семья

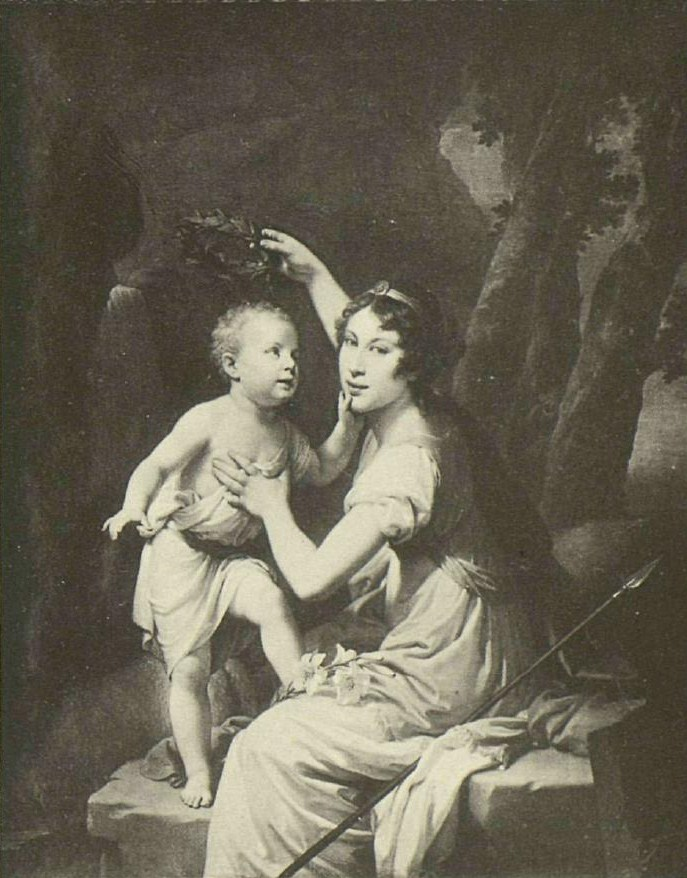
Екатерина Николаевна c братом Эммануилом (1806)

Жена (с 18 февраля 1812 года) — графиня Екатерина Николаевна Толстая (15.08.1789—11.02.1870), дочь графа Николая Толстого от брака с княжной Анной Барятинской. Воспитывалась вблизи двора, вращалась в обществ графини В. Н. Головиной и её дочерей. Пользовалась постоянным вниманием и расположением императрицы Елизаветы Алексеевны, её имя часто встречается в переписке императрицы и в записках графини Головиной и её дочери, графини Фредро. В браке имела сына и семь дочерей.
- Теофила (Феофила; 10.12.1812[2]— ?), крещена 18 декабря 1812 года в церкви Св. Симеона  и Анны Пророчицы при восприемстве дяди Э. Н. Толстого и бабушки А. И. Толстой.
- Софья (12.05.1815[3]— ?), крещена 20 мая 1815 года в церкви Св. Симеона  и Анны Пророчицы при восприемстве деда графа Н. А. Толстого и графини девицы П. Н. Головиной.
- Валентина (1817—1889), жена графа Раймона Сегюра д`Агессо (1803—1889).
- Сигизмунд (1822—1863), камер-юнкер, надворный советник, с 1853 года женат на дочери графа А. Д. Гурьева, Александре  (1822—1854). Умерла при родах дочери Катажины-Марии (1854—1937). После смерти родителей она воспитывалась в Польше бабушкой, княгиней Любомирской, потом жила в Париже; с 1887 года жена Б. Бартошевского.
- Кристина (1825—1851), с 1850 года жена князя Евгения Адольфа Любомирского (1825—1911).
- Ядвига (1828—1908), с 1853 года замужем за графом Адамом Грабовским (1827—1899).
- Мария-Анна (1832—1905), в первом браке графиня Грабовская, во втором — графиня Роникер.
- Клементина (1838—1916), с 1859 жена графа Франциска Любенского, её сын граф Лев Лубенский, депутат II Государственной Думы, польский сенатор и дипломат.